# أوتو شيل
أوتو شيل (بالألمانية: Otto Schell)‏ هو عسكري ألماني، ولد في 9 يوليو 1895 في Altendorf ‏، وتوفي في 2 سبتمبر 1944 في رومانيا.